# Cove (Argyll and Bute)
Cove ist eine kleine Ortschaft in einer dünnbesiedelten Region der schottischen Unitary Authority Argyll and Bute. Sie ist etwa sieben Kilometer nordwestlich von Greenock und westlich von Helensburgh auf der Halbinsel Rosneath gelegen. Die Ortschaft zieht sich entlang der Küste des Meerearmes Loch Long und liegt teilweise an der Nebenbucht Cove Bay. Zusammen mit dem südöstlich gelegenen Kilcreggan lebten 1961 876 Personen in Cove. Bis zum Jahre 2001 hatte sich diese Zahl auf 1414 erhöht.
Cove ist durch die B833, die weitgehend entlang der Küste von Rosneath verläuft, an das Straßennetz angeschlossen. In der Ortschaft befinden sich mit dem Landhaus Knockderry Castle und der Villa Craig Ailey zwei Denkmäler der höchsten schottischen Denkmalkategorie A.